# Boarmia mesochra
Boarmia mesochra är en fjärilsart som beskrevs av Turner 1947. Boarmia mesochra ingår i släktet Boarmia och familjen mätare. Inga underarter finns listade i Catalogue of Life.